# في الخرف (ألبوم)
في الخرف هو ألبوم الاستوديو السابع من قبل فرقة موسيقى الميتال الأمريكية شاستين، صدر في عام 1997 من تسجيلات ليفياثان. تم إعادة إصدار الألبوم في أوروبا من قبل تسجيلات ماسكار.

## قائمة الأغاني
جميع أغاني ديفيد تشاستين وكيت الفرنسية
1. «تضحية بشرية» - 6:09
2. «اسوداد» - 4:47
3. «سبعة» - 6:28
4. «جرو مريض» - 4:48
5. «اللسان» - 6:13
6. «في الخرف» - 5:44
7. «بيت من حجر» - 5:43
8. «المطابقة» - 6:35
9. «يائس» - 8:44

## الأفراد

### أعضاء الفرقة
- كيت الفرنسية - قيادة وغناء مساعد، مهندس
- ديفيد تشاستين - القيثارات الكهربائية والصوتية، ولوحات المفاتيح، والغناء المساند، والمنتج، والمهندس
- كيفن كيكس - قيثارة ذات صوت جهير
- دنيس ليش - الطبول

### إنتاج
- ريان آدكنز، ديفيد شيو - مهندسون

## روابط خارجية
- في الخرف على موقع أول موفي (الإنجليزية)